# Emilio Bigi
Emilio Bigi (Orsara di Puglia, 19 giugno 1916 – Milano, 13 febbraio 2009) è stato un critico letterario, storico della letteratura e italianista italiano.

## Biografia
Allievo di Luigi Russo alla Normale di Pisa, seguì successivamente le lezioni di Mario Fubini. Insegnò letteratura italiana alle università di Trieste, Pisa, Milano. Fu per oltre quaranta anni tra i direttori del "Giornale storico della letteratura italiana". I suoi interessi spaziarono su tutto l'arco della letteratura italiana, con uno sguardo particolare sulla poesia tre-cinquecentesca e su Giacomo Leopardi.

## Opere principali
- La poesia del Boiardo, Firenze, Sansoni, 1941
- Dal Petrarca al Leopardi: studi di stilistica storica, Milano-Napoli, R. Ricciardi, 1954
- La cultura del Poliziano e altri studi umanistici,	Pisa, Nistri-Lischi, 1967
- Forme e significati nella "Divina Commedia", Bologna, Cappelli, 1981
- Poesia e critica tra fine Settecento e primo Ottocento, Milano, Cisalpino-Goliardica, 1986
- Poesia latina e volgare nel Rinascimento italiano, Napoli, Morano, 1989